# Barbus roussellei
Barbus roussellei är en fiskart som beskrevs av Ladiges och Voelker, 1961. Barbus roussellei ingår i släktet Barbus och familjen karpfiskar. IUCN kategoriserar arten globalt som otillräckligt studerad. Inga underarter finns listade.